# Metallplastik
Metallplastiken sind Plastiken aus Metallen. Sie werden in der Toreutik, einer Sparte der Bildhauerei, erstellt. Die Metallgestaltung hat eine lange Tradition, die vom Alten Ägypten über die Antike und das Mittelalter bis zur zeitgenössischen Kunst reicht.
Metallplastiken haben nichts mit Metallgießerei zu tun, sondern werden als eigenständiges künstlerisches Handwerk betrachtet, da hier meist verformt wird. Sie unterscheiden sich vom subtraktiven Gestalten einer Skulptur, bei dem Material, z. B. Sandstein, abgetragen wird – und weitgehend auch von der hauptsächlich mit Fundstücken arbeitenden Objektkunst. Andererseits gibt es auch Mischformen.
Die Arbeiten werden als Halb- oder Vollplastik, Silhouette oder Relief durch Treiben, Schweißen oder Schmieden ausgeführt. Als Metall dient meist Kupfer, Silber, Gold oder Bronze und Messing; zeitgenössisch, vor allem bei großen Metallplastiken, häufig Stahl (aus der Historie umg. Eisen) und Edelstahl.
Zur Ausübung der Metallbildhauerei sind sowohl Fertigkeiten in der Metallbearbeitung als auch Kreativität Voraussetzung, ähnlich wie bei Kunstschmieden.

## Die Anfänge und deren Technik
Die Anfänge des Treibens in Metall, als Grundvoraussetzung zur Schaffung von Metallplastiken lagen vor ca. 6000 Jahren in Sumer, Mittel- und Südbabylonien – im heutigen Irak. Ein beeindruckendes Zeugnis früher figuraler Treibkunst aus der Zeit um 2250 v. Chr. ist die lebensgroße Plastik des ägyptischen Pharao Pepi I., zusammengefügt aus vernieteten Kupferblechen.
Beim Treiben wird Blech manuell oder seltener industriell mittels Maschineneinsatz gestreckt oder gestaucht. Beim künstlerischen Treiben von Plastiken, Bildern bzw. Reliefs aus weichem Metall geht es im Wesentlichen darum, eingeschlagene Vertiefungen und die aus der Materialverdrängung folgenden Erhebungen exakt „auszuarbeiten“ und in die gewünschte Form zu bringen.

## Metallplastik in der modernen Kunst
In der modernen Kunst begann sich die Metallplastik von der ausschließlich figurativen Kunst zu lösen und öffnete sich parallel der abstrakten Kunst. Es fand ein Entwicklungsprozess vom plastischen Volumen zur konstruierten Raumgestaltung statt. Erst seit den 1930er-Jahren ist sie als vollgültige Ausdrucksmöglichkeit etabliert, wo neben anderen der spanische Kunstschmied Julio González Pionierarbeit leistete, der ab 1923 mit Pablo Picasso zusammengearbeitet hat und ihn 1928 auch in die Techniken der Metallverarbeitung unterwies. Der Amerikaner David Smith ließ sich durch die Arbeiten González inspirieren.
Auch die Russische Avantgarde beschäftigte sich mit den Möglichkeiten der Metallplastik, wie Tatlin (Tatlin-Turm) und vor allem Naum Gabo. Als Wegbereiter der zeitgemäßen Metallplastik zählen auch namhaften Vertreter des katalanischen Modernisme, wie Antoni Gaudí und dessen Schüler und Mitarbeiter Jujol (z. B. mit den außergewöhnlichen Balkongittern der Casa Milà 1908).
In den 1940er- und 1950er-Jahren setzten Bildhauer, wie Hans Uhlmann, Fritz Kühn oder der Gründungsrektor der Kunsthochschule Berlin Otto Sticht Maßstäbe. In der Schweiz war es ab den 1950er-Jahren Silvio Mattioli. Eduardo Chillida wurde mit seinen ursprünglich in Schmiedetechnik entstandenen Eisenplastiken weltberühmt.
Seit dieser Zeit haben sich weltweit eine Vielzahl von Bildhauern mit dieser künstlerischen Ausdrucksform auseinandergesetzt, deren große Werke häufig als Kunst im öffentlichen Raum zu sehen sind.

## Metallbildhauer des 20.und 21.Jahrhunderts

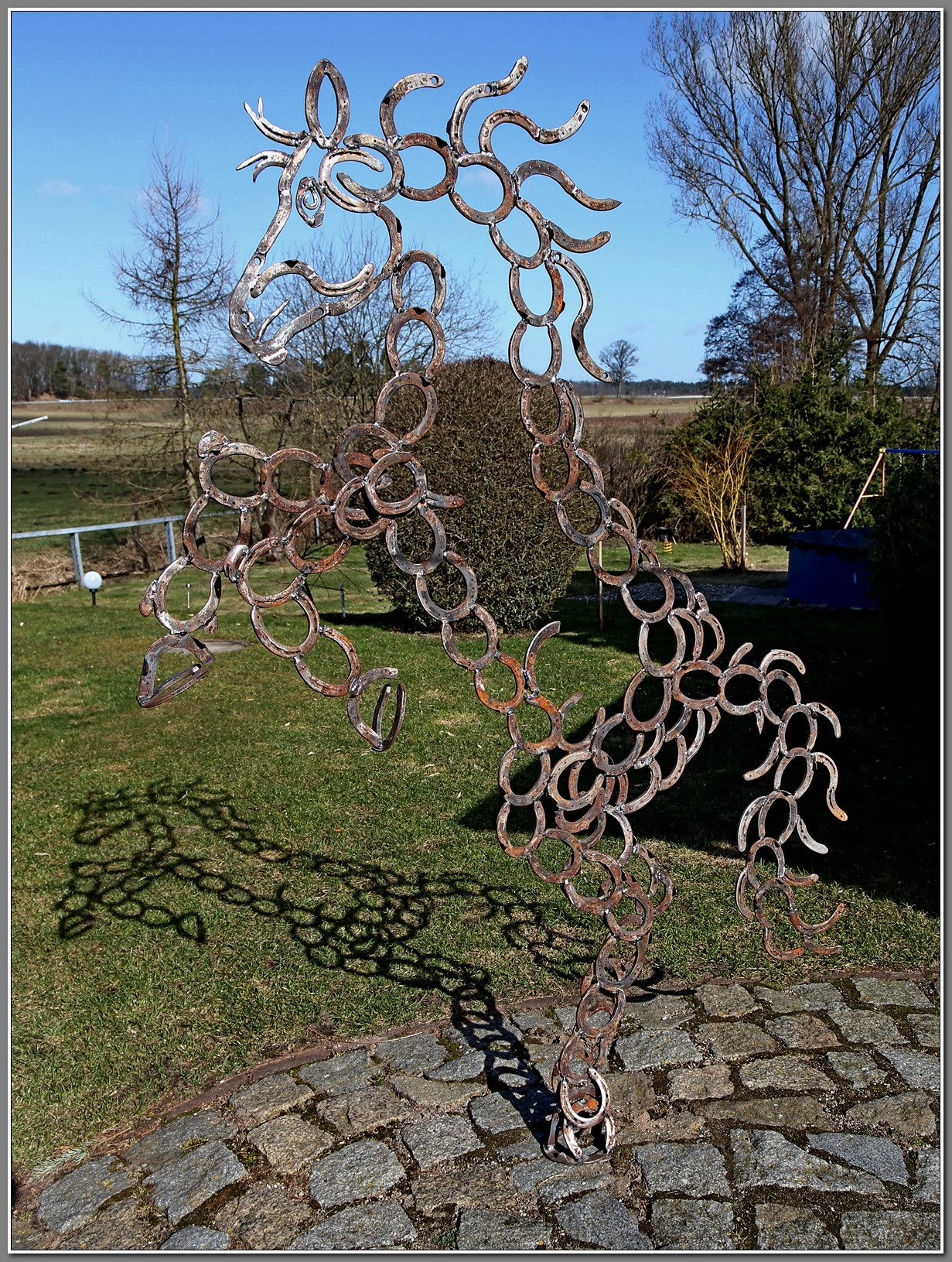
Hufeisenpferd (Gerald Schwörk)

Neben den oben genannten weitere Beispiele bekannter Persönlichkeiten, alphabetisch:
- Ulrich Barnickel
- Anthony Caro
- Volkmar Haase
- Alfred Habermann
- Erich Hauser
- Johann-Peter Hinz
- Achim Kühn
- Berto Lardera
- Robert Müller
- Irmtraud Ohme
- Rüdiger Roehl
- Peter Schwickerath
- Miguel Hernández Urbán
- Toni Benetton
- Simon Benetton
- Manfred Bergmeister
- Claudio Bottero
- Karel Bures
- Ingolf Eschenbach
- Tom Joyce
- Takayoshi Komine
- Wolfgang Nestler
- Albert Paley
- Rudolf Reinhart
- Christian Roehl
- Wladimir Sokhonovitsch
- Pavel Tasovsky
- Torsten Theel

## Werkzeuge eines Metallbildhauers
- Feuerstelle
- Amboss
- Schmiedehämmer

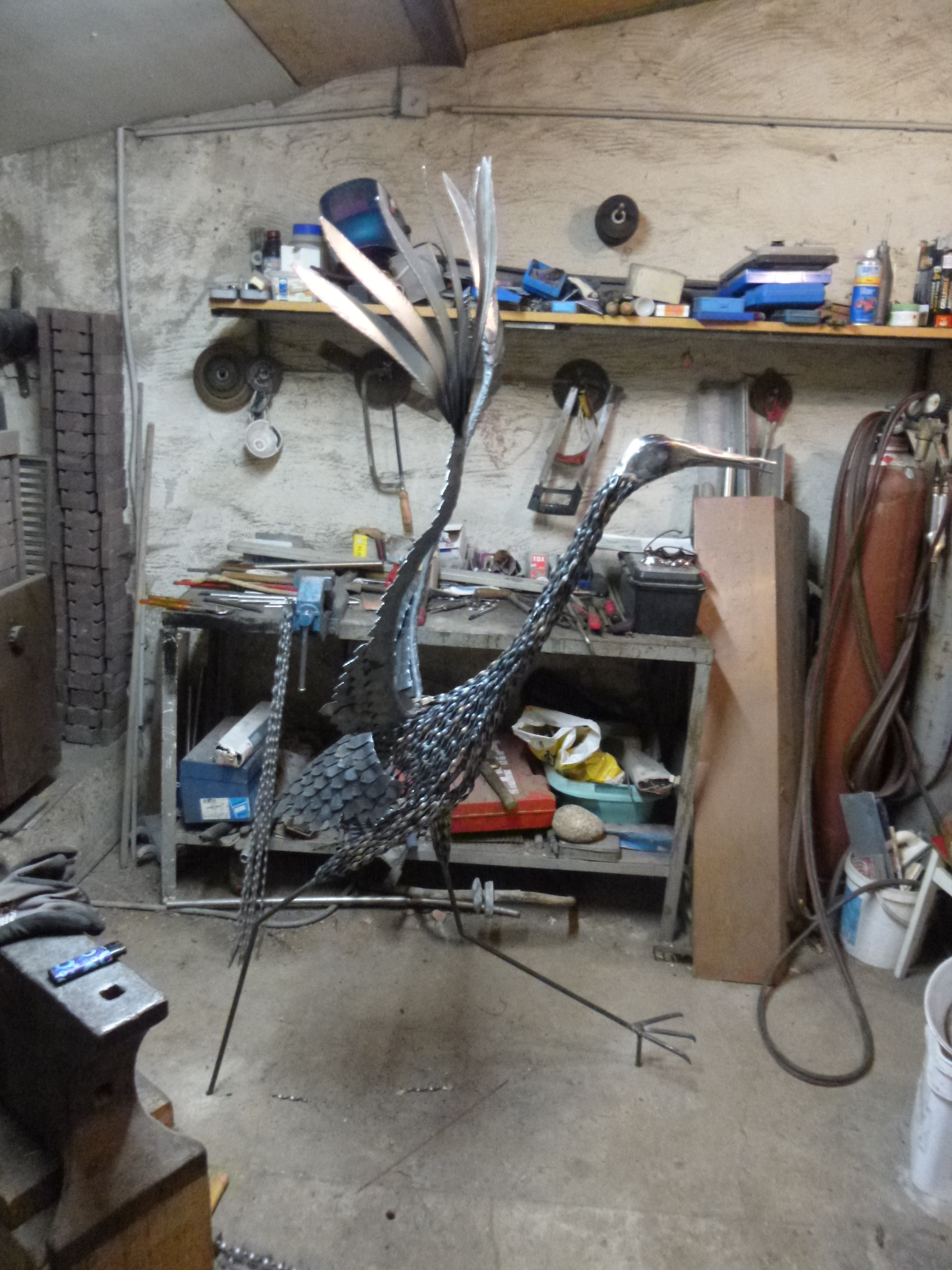
Werkstatt eines Metallbildhauers

- Treibhämmer, Sickenhämmer, Polierhämmer, Kugelhämmer
- Treib- und Schrotpunzen
- Blechscheren, Lochscheren, Durchlaufscheren, Figurenscheren
- Lötzubehör
- sandgefüllte Ledersäcke
- Sattelhölzer